# Witalij Popkow (lotnik)
Witalij Iwanowicz Popkow (ros. Виталий Иванович Попков, ur. 1 maja 1922 w Moskwie, zm. 6 lutego 2010 tamże) – radziecki lotnik wojskowy, generał porucznik lotnictwa, dwukrotny Bohater Związku Radzieckiego (1943 i 1945).

## Życiorys
W latach 1930–1934 mieszkał w Soczi, a 1934-1938 w Gagrze, gdzie skończył szkołę, w 1938 wrócił do Moskwy, gdzie do 1940 skończył 10 klas szkoły i aeroklub. Od września 1940 służył w Armii Czerwonej, we wrześniu 1941 skończył wojskową szkołę pilotów, od marca do maja 1942 był pilotem rezerwowego pułku lotniczego w Morszansku, od maja 1942 do maja 1945 brał udział w wojnie z Niemcami. Jako lotnik, starszy lotnik, dowódca klucza, zastępca dowódcy i dowódca eskadry 5 myśliwskiego pułku lotniczego gwardii walczył na Froncie Kalinińskim (od maja do października 1942), Południowo-Zachodnim (od grudnia 1942 do października 1943), 3 Ukraińskim (od października 1943 do stycznia 1944 i od maja do lipca 1944) i 1 Ukraińskim (od lipca 1944 do maja 1945). Uczestniczył w operacji rżewsko-syczewskiej, bitwie pod Stalingradem, operacji woroszyłowgradzkiej, izium-barwienkowskiej, biełgorodzko-charkowskiej, donbaskiej, zaporoskiej, dniepropietrowskiej, lwowsko-sandomierskiej, sandomiersko-śląskiej, dolnośląskiej, berlińskiej i praskiej. 3 sierpnia 1942 w walce powietrznej został zestrzelony, jednak zdołał wyskoczyć na spadochronie mimo ciężkich oparzeń i ran nóg. 16 czerwca 1944 w walce został lekko ranny. Podczas wojny wykonał samolotami ŁaGG-3, Ła-5 i Ła-7 345 lotów bojowych, w 85 walkach powietrznych strącił osobiście 40 samolotów wroga (w tym jeden z nich taranując). Po wojnie do lipca 1946 służył w Siłach Powietrznych Centralnej Grupy Wojsk stacjonującej w Austrii i w Grupy Wojsk Radzieckich w Niemczech, w 1951 ukończył Akademię Wojskowo-Powietrzną w Monino, od maja 1951 do maja 1954 dowodził 925 pułkiem lotnictwa myśliwskiego w Taurydzkim Okręgu Wojskowym/Siłach Powietrznych Floty Czarnomorskiej w Eupatorii. Od maja 1954 do grudnia 1955 dowodził 24 Gwardyjską Dywizją Lotniczą Sił Wojskowo-Powietrznych 4 Floty Bałtyckiej w obwodzie królewieckim, w latach 1955-1956 był pomocnikiem dowódcy tych sił (w Królewcu), 1956-1958 pomocnikiem dowódcy, a 1958-1962 zastępcą dowódcy Sił Wojskowo-Powietrznych Floty Bałtyckiej. W 1964 ukończył Akademię Sztabu Generalnego, pracował jako szef wydziałów w Głównym Zarządzie Organizacyjno-Mobilizacyjnym Sztabu Generalnego Sił Zbrojnych ZSRR, 1966-1980 był generalnym inspektorem lotnictwa Floty Wojskowo-Morskiej Inspekcji Sił Wojskowo-Powietrznych, później pracował w Wojskowo-Powietrznej Akademii Inżynieryjnej im. Żukowskiego, w kwietniu 1989 zakończył służbę wojskową. Miał honorowe obywatelstwo Moskwy (2000), Magadanu, Soczi (1982), Kijowa, Dniepropetrowska (1995), Gagry, Pragi, Wiednia, Parndorfu, Budapesztu, Bratysławy i Kraśnika. Jego imieniem nazwano szkoły w Moskwie i Gagrze. Został pochowany na Cmentarzu Nowodziewiczym.

## Awanse
- Sierżant (1941)
- Młodszy porucznik (10 marca 1943)
- Porucznik (4 sierpnia 1943)
- Starszy porucznik (13 listopada 1943)
- Kapitan (30 czerwca 1944)
- Major (14 sierpnia 1948)
- Podpułkownik (13 czerwca 1951)
- Pułkownik (30 grudnia 1953)
- Generał major lotnictwa (18 lutego 1958)
- Generał porucznik lotnictwa (19 lutego 1968)

## Odznaczenia
- Złota Gwiazda Bohatera Związku Radzieckiego (dwukrotnie - 8 września 1943 i 27 czerwca 1945)
- Order Lenina (trzykrotnie - 26 sierpnia 1942, 8 września 1943 i 28 września 1956)
- Order Czerwonego Sztandaru (dwukrotnie - 30 lipca 1943 i 4 czerwca 1955)
- Order Honoru (9 maja 2007)
- Order „Za zasługi dla Ojczyzny” IV klasy (20 maja 2002)
- Order Wojny Ojczyźnianej I klasy (dwukrotnie - 23 maja 1943 i 11 marca 1985)
- Order Wojny Ojczyźnianej II klasy (29 maja 1945)
- Order Czerwonej Gwiazdy (dwukrotnie - 26 października 1955 i 27 grudnia 1982)
- Order „Za służbę Ojczyźnie w Siłach Zbrojnych ZSRR” III klasy (17 lutego 1976)
- Order „Za zasługi” III klasy (Ukraina, 6 maja 2005)
- Order Sztandaru Węgierskiej Republiki Ludowej (Węgierska Republika Ludowa, 4 stycznia 1985)
- Order 9 września 1944 II klasy z Mieczami (Bułgarska Republika Ludowa, 14 września 1974)

I medale.